# Manuel Astorga
Manuel Astorga Carreño (16 de març de 1943) és un exfutbolista xilè.

## Selecció de Xile
Va formar part de l'equip xilè a la Copa del Món de 1962.